# 100%-на відновлювана енергетика

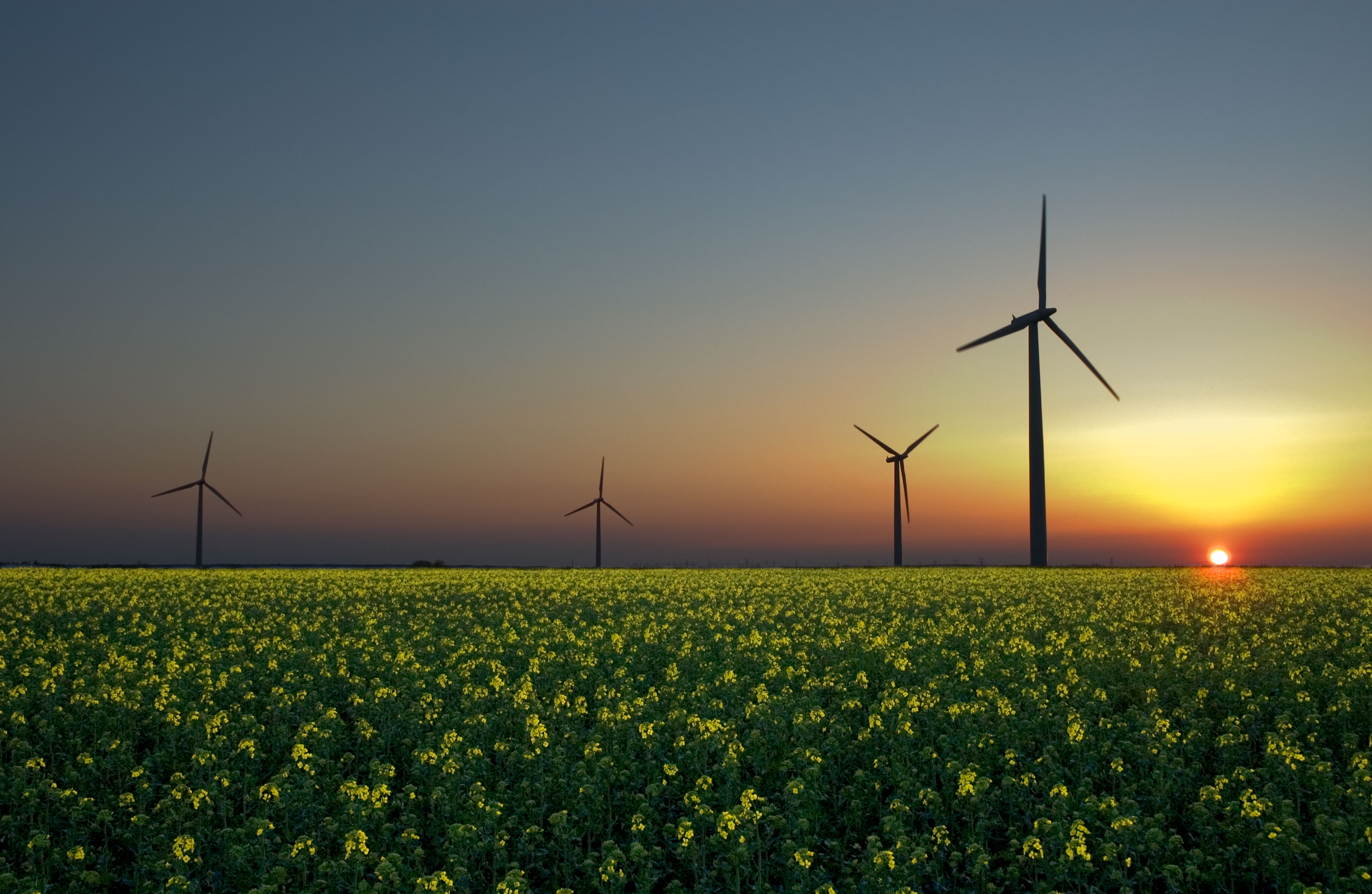
Вітер, сонце і біомаса - три відновлюваних джерела енергії

Постулат 100%-на відновлювана енергетика з'явився у зв'язку з глобальним потеплінням та іншими екологічними (напр., забруднення повітря) і економічними проблемами (напр., виснаження невідновлюваних джерел енергії). Збільшення використання поновлюваних джерел енергії відбувається набагато швидше, ніж будь-хто припускав. Міжурядова група експертів зі зміни клімату заявила, що є мало технологічних засобів відновлюваної енергетики аби забезпечити ними більшу частину загального глобального попиту на енергію. Mark Z. Jacobson стверджує, що розпочати цілком нове виробництво енергії, використовуючи енергію вітру, сонячну енергію і гідроенергетику можна буде з 2030 р., а існуюча система енергопостачання може бути замінена повністю до 2050 р. Перешкоди на шляху здійснення плану 100%-их поновлюваних джерел енергії мають «перш за все соціальний і політичний, а не технологічний чи економічний характер». Якобсон зазначає, що вартість енергії з вітру, сонця, води повинна не перевищувати нинішні ціни на енергоносії. Європейська рада з поновлюваних джерел енергії (EREC) вказує, що Європейський Союз до 2050 р. може скоротити викиди парникових газів більш ніж на 90%, якщо все виробництво енергії буде переведено на відновлювані джерела.

## Виноски
1. ↑  100 Percent Renewable Vision Building. Архів оригіналу за 10 жовтня 2014. Процитовано 16 липня 2014.
2. ↑  Special Report on Renewable Energy Sources and Climate Change Mitigation (PDF). Архів оригіналу (PDF) за 11 січня 2014. Процитовано 16 липня 2014.
3. ↑  Zielony Instytut: Demokracja Energetyczna. Архів оригіналу за 3 грудня 2013. Процитовано 16 липня 2014. [Архівовано 2013-12-03 у Wayback Machine.]
4. ↑  Providing all global energy with wind, water, and solar power, Part II: Reliability, system and transmission costs, and policies (PDF). Архів оригіналу (PDF) за 16 жовтня 2013. Процитовано 16 липня 2014.
5. ↑  100% energii ze źródeł odnawialnych do roku 2050?. Архів оригіналу за 18 грудня 2013. Процитовано 16 липня 2014. [Архівовано 2013-12-18 у Wayback Machine.]